# Espaços normados
Em matemática, um espaço vetorial normado ou simplesmente espaço normado é um espaço vetorial munido de uma norma. A norma é a generalização do conceito de "tamanho" de vetor, sempre presente canonicamente no caso do espaço tridimensional {\displaystyle \mathbb {R} ^{3}}. 
Espaços normados são exemplos de espaços métricos e espaços normados completos são chamados de espaços de Banach. Essas estruturas encontram aplicações em diversas áreas da matemática e física, com alguns exemplos sendo equações diferenciais, teoria da medida e integração numérica.
O conceito foi proposto por Stefan Banach, Hans Hahn e Norbert Wiener, de maneira independente, em 1922.

## Definição
Seja {\displaystyle X} um espaço vetorial real ou complexo. Uma função {\displaystyle \lVert \cdot \rVert :X\to \mathbb {R} } é uma norma se ela satisfaz as propriedades a seguir.
1. {\displaystyle \lVert x\rVert \geq 0} para todo {\displaystyle x\in X} e {\displaystyle \lVert x\rVert =0\Leftrightarrow x=0} (Positividade e não degenerescência);
2. {\displaystyle \lVert \alpha x\rVert =|\alpha |\lVert x\rVert } para todos {\displaystyle \alpha } escalares e {\displaystyle x\in X} (Homogeneidade);
3. {\displaystyle \lVert x+y\rVert \leq \lVert x\rVert +\lVert y\rVert } para todos {\displaystyle x,\,y\in X} (Desigualdade triangular).

Nesse caso, {\displaystyle X} é dito ser um espaço normado. Pelas propriedades acima, é possível ver que
{\displaystyle d(x,y):=\lVert x-y\rVert ,\quad \forall x,\,y\in X}
define uma métrica em {\displaystyle X\,}, fazendo de todo espaço normado, em particular, um espaço métrico. Espaços normados que são completos, na métrica induzida pela norma, são chamados de espaços de Banach.
As operações de soma {\displaystyle +} e produto por escalar {\displaystyle \cdot } são contínuas em qualquer espaço normado. Logo, espaços normados são casos particulares de espaços vetoriais topológicos.

### Exemplos de Espaços Normados
1) O espaço vetorial {\displaystyle \mathbb {R} ^{n}} munido da norma euclidiana
{\displaystyle \lVert x\rVert :=\left(\sum _{k=1}^{n}|x_{k}|^{2}\right)^{1/2}},
onde {\displaystyle x=(x_{1},...,x_{n})\in \mathbb {R} ^{n}}.
2) O espaço vetorial {\displaystyle \mathbb {R} ^{n}} munido da norma-{\displaystyle p}
{\displaystyle \lVert x\rVert _{p}:=\left(\sum _{k=1}^{n}|x_{k}|^{p}\right)^{1/p}},
onde {\displaystyle x=(x_{1},...,x_{n})\in \mathbb {R} ^{n}} e  {\displaystyle p\in [1,\infty ).}
3) O espaço vetorial  {\displaystyle \ell _{p}:=\left\{x=(x_{n})_{n\in \mathbb {N} }\in \mathbb {R} ^{\mathbb {N} };\,\sum _{n=1}^{\infty }|x_{n}|^{p}<\infty \right\}} das sequências  {\displaystyle p-}somáveis, munido da norma
{\displaystyle \lVert x\rVert _{p}:=\left(\sum _{n=1}^{\infty }|x_{n}|^{p}\right)^{1/p}}.

## Métricas induzidas
Se um espaço vetorial {\displaystyle X} é normado, a função {\displaystyle d:X\times X\to \mathbb {R} } definida por
{\displaystyle d(x,y):=\lVert x-y\rVert ,\quad \forall x,\,y\in X}
é uma métrica em {\displaystyle X}, chamado de métrica induzida pela norma. Reciprocamente, se {\displaystyle X} é um espaço vetorial e um espaço métrico, cuja métrica satisfaz
{\displaystyle d(x+z,y+z)=d(x,y)} e
{\displaystyle d(\alpha x,\alpha y)=|\alpha |d(x,y)}
para todos {\displaystyle x,y,z\in X} e {\displaystyle \alpha } escalar, então existe uma norma {\displaystyle \lVert \cdot \rVert } em {\displaystyle X} que induz a métrica {\displaystyle d}. A dizer,
{\displaystyle \lVert x\rVert =d(x,0),\quad \forall x\in X}.

## Operadores lineares limitados
Sejam {\displaystyle X,\,Y} espaços normados e {\displaystyle T:X\to Y} um operador linear. Dizemos que {\displaystyle T} é limitado se existe {\displaystyle c>0}
{\displaystyle \lVert Tx\rVert \leq c\lVert x\rVert ,\quad \forall x\in X\,}.
Nesse caso, definimos a norma de operador de {\displaystyle T} por
{\displaystyle \lVert T\rVert :=\sup _{x\neq 0}{\frac {\lVert Tx\rVert }{\lVert x\rVert }}=\sup _{\lVert x\rVert =1}{\lVert Tx\rVert }}.
O conjunto dos operadores limitados {\displaystyle X\to Y}, geralmente denotado {\displaystyle {\mathcal {B}}(X,Y)}, é um subespaço do conjunto dos operadores lineares {\displaystyle {\mathcal {L}}(X,Y)} e a norma de operador é de fato uma norma em {\displaystyle {\mathcal {B}}(X,Y)}. Caso {\displaystyle Y} seja um espaço de Banach, {\displaystyle {\mathcal {B}}(X,Y)} também é um espaço de Banach. Em particular, o dual topológico {\displaystyle X^{*}:={\mathcal {B}}(X,\mathbb {K} )} de qualquer espaço normado {\displaystyle X\,}é completo.
As seguintes afirmações a respeito do operador linear {\displaystyle T:X\to Y} são equivalentes:
- {\displaystyle T} é limitado;
- {\displaystyle T} é contínuo;
- {\displaystyle T} é contínuo em um ponto {\displaystyle x_{0}\in X};
- {\displaystyle T} é uniformemente contínuo;
- {\displaystyle T} é Lipschitziano;
- {\displaystyle \lVert T\rVert <\infty };
- {\displaystyle T} leva conjuntos limitados (em {\displaystyle X}) em conjuntos limitados (em {\displaystyle Y}).

Importante frisar que a definição de limitação como acima é diferente da vista em cursos de cálculo e na teoria de espaços métricos, onde uma função limitada é aquela cuja imagem é um subconjunto limitado do contradomínio.
Se um operador linear {\displaystyle T:X\to Y} é bijetor e tal que
{\displaystyle \lVert Tx\rVert =\lVert x\rVert ,\quad \forall x\in X},
{\displaystyle T} é dito ser um isomorfismo entre espaços normados, uma vez que ele preserva tanto a estrutura de espaço vetorial quanto a norma. Nesse caso, {\displaystyle X} e {\displaystyle Y} são isomorfos.

### Exemplos
1) Dado {\displaystyle X} espaço normado, a identidade {\displaystyle id_{x}:X\to X} é um operador linear limitado.
2) Dado o espaço {\displaystyle \ell _{p}}, considere as funções {\displaystyle S_{r}:\ell _{p}\to \ell _{p}} e  {\displaystyle S_{l}:\ell _{p}\to \ell _{p}} dadas por 
{\displaystyle S_{r}(x):=(0,x_{1},x_{2},...,x_{n},...)}  e  {\displaystyle S_{l}(x):=(x_{2},x_{3},...,x_{n},...)}, 
onde {\displaystyle x:=(x_{1},x_{2},...,x_{n},...)\in \ell _{p}.} Tais funções são exemplos de transformações lineares limitadas.
3) O operador diferencial {\displaystyle {\frac {d}{dx}}:C^{1}[a,b]\to C^{0}[a,b]}, dado por
{\displaystyle {\begin{aligned}{\frac {d}{dx}}(f):[a,b]&\to \mathbb {R} \\x&\mapsto {\frac {df}{dx}}(x)\end{aligned}}}
constitui um exemplo de um operador linear que não é limitado.

## Normas equivalentes
Sejam {\displaystyle X} um espaço vetorial e {\displaystyle \lVert \cdot \rVert _{1},\,\lVert \cdot \rVert _{2}} duas normas nele. Caso {\displaystyle \lVert \cdot \rVert _{1},\,\lVert \cdot \rVert _{2}} induzam a mesma topologia, as duas normas são chamadas de equivalentes.
Duas normas {\displaystyle \lVert \cdot \rVert _{1},\,\lVert \cdot \rVert _{2}} são equivalentes se, e somente se, existem {\displaystyle A,B>0} tais que
{\displaystyle A\lVert x\rVert _{1}\leq \lVert x\rVert _{2}\leq B\lVert x\rVert _{1},\quad \forall x\in X}.
Além disso, as sequências de Cauchy em {\displaystyle (X,\lVert \cdot \rVert _{1})} e {\displaystyle (X,\lVert \cdot \rVert _{2})} são as mesmas. Note que as desigualdades acima mostram que duas normas são equivalentes se, e só se, a identidade
{\displaystyle {\begin{aligned}\mathrm {id} :(X,\lVert \cdot \rVert _{1})&\to (X,\lVert \cdot \rVert _{2})\\x&\mapsto x\end{aligned}}}
é um isomorfismo entre espaços normados.
Num espaço de dimensão finita, quaisquer duas normas são equivalentes.

### Exemplos de Normas Equivalentes
1) Dados  {\displaystyle p,q\in [1,\infty ]}, tem-se que as normas  {\displaystyle \lVert x\rVert _{p}} e {\displaystyle \lVert x\rVert _{q}}, quando definidas em {\displaystyle \mathbb {R} ^{n}}, são equivalentes. Aqui, 
{\displaystyle \lVert x\rVert _{\infty }:={\underset {1\leq k\leq n}{\sup }}|x_{k}|}, onde {\displaystyle x=(x_{1},...,x_{n})\in \mathbb {R} ^{n}}.
2) Mais geralmente, é válido que quaisquer normas em {\displaystyle \mathbb {R} ^{n}}, por se tratar de um espaço vetorial de dimensão finita. 

## Norma canônica de um espaço vetorial
Enquanto é trivial definir uma norma num espaço vetorial de dimensão finita (todo espaço de dimensão finita é isomorfo a {\displaystyle \mathbb {R} ^{n}} ou {\displaystyle \mathbb {C} ^{n}}), a construção de uma norma para o caso de um espaço vetorial de dimensão infinita não é trivial. Entretanto, sempre é possível a definição de uma norma em qualquer espaço vetorial.
Uma das consequências do lema de Zorn é que todo espaço vetorial {\displaystyle V} sobre {\displaystyle \mathbb {K} =\mathbb {R} ,\,\mathbb {C} } possui uma base (de Hamel) {\displaystyle \{e_{i}\}_{i\in I}}. Por definição, isso significa que todo vetor {\displaystyle v\in V} pode ser decomposto unicamente por
{\displaystyle v=\sum _{j\in J}\alpha _{j}e_{j}},
onde {\displaystyle J\subseteq I} é finito e {\displaystyle \alpha _{j}\in \mathbb {K} ,\,\forall j\in J}. Define-se então
{\displaystyle {\begin{aligned}\lVert \cdot \rVert :V&\to \mathbb {R} \\v&\mapsto \lVert v\rVert :=\max _{j\in J}|\alpha _{j}|\,.\end{aligned}}}

Tal função é de fato uma norma em {\displaystyle V}, chamada de norma canônica.